# 岩手県立盛岡青松支援学校
岩手県立盛岡青松支援学校（いわてけんりつ もりおかせいしょうしえんがっこう、英: Morioka Seishou Special Needs Education School）は、岩手県盛岡市にある病弱児を対象とした特別支援学校。みちのくこども療育センターに隣接している。

## 概要
部活動（高等部）
バドミントン部、総合文化部、音楽部
作業班（高等部）
手織班、陶芸班、委託班

## 沿革
- 2009年（平成21年）4月1日 - 青山養護学校と松園養護学校が統合し、開校。
- 2020年（令和2年）3月31日 - 岩手医科大学附属病院学習室が岩手県立盛岡となん支援学校へ移管。

## 児童・生徒数・教職員数
令和6年度時点
- 児童生徒31名、全14学級[3]
- 教職員43名

## 近隣施設
- 子どもは未来もりおかこどもクリニック
- みちのく・みどり学園
- ことりさわ学園